# Gouline (coiffe)
Ne doit pas être confondu avec Gouline.

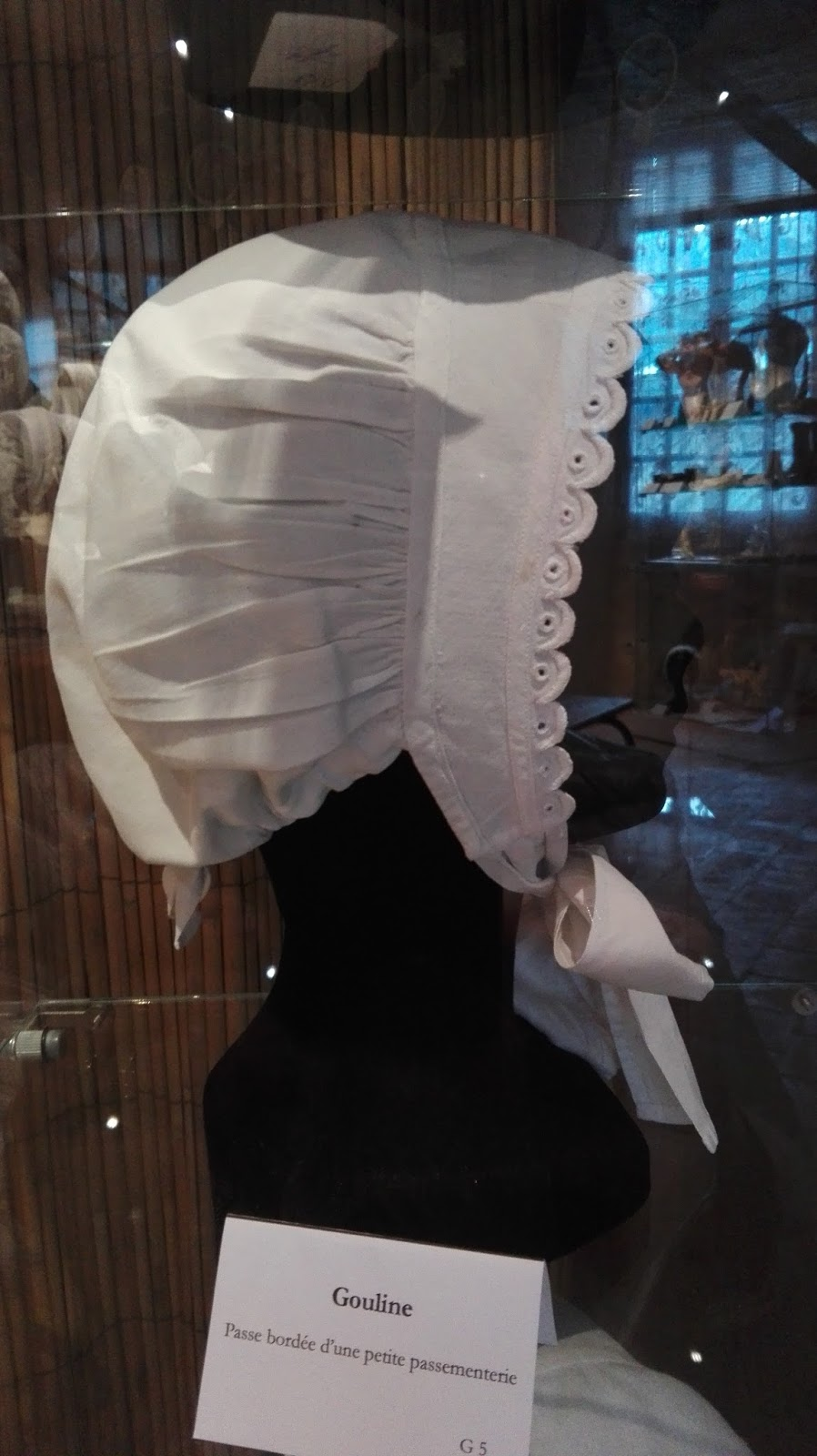
Gouline au Musée des Coiffes de Fresnay sur Sarthe.

La gouline était une coiffe de l'Anjou et de la Sarthe. Le terme est également utilisé pour désigner un bonnet de nuit féminin, susceptible d'être aussi utilisé le jour.

## Description
Cette coiffe était un bonnet féminin, qui pouvait être en tulle ou en cotonnade, finement gaufré sur le devant et dont le fond pouvait être ornementé de broderies dont la richesse indiquait le niveau de fortune de celle qui la portait.

## Usage
La gouline était portée de manière quotidienne, tant aux champs qu'à la maison, voire pour dormir, par des femmes de condition modeste comme plus aisées, ces dernières portant alors des goulines plus ornementées. 
Elle était portée différemment selon l'âge. Ainsi, les plus anciennes la portaient enfoncée sur la tête alors que les plus jeunes jeunes la posaient très en arrière, les oreilles dégagées et les brides parfois laissées non attachées.